# گروه کر دولتی ارمنستان
گروه کر دولتی ارمنستان (Armenian Chamber Choir) در اکتبر ۲۰۰۰ با حمایت گسترده انجمن واهه و تامار مانوکیان به رهبری روبرت ملکیان تأسیس شد. این گروه برنامه‌های متعددی در شهرهای مختلف جهان برگزار کرده‌است.
از سال ۲۰۰۱ تا کنون این گروه کنسرت‌هایی در لندن، ایتالیا، وایت هال، کاخ کاترین سنت پترزبورگ، تالار کنسرت شورای اروپا در استراسبورگ و فرانسه برگزار کرده‌است.
این گروه با همت سفارت ارمنستان در تهران طی ۲ شب، به مناسبت بزرگداشت ۲ هنرمند شهیر ارمنستان کومیتاس وارداپت (۱۹۳۵–۱۸۶۹) و تیگران مانسوریان در تالار وحدت روی صحنه می‌رود. ۳۰ تیر ۱۳۹۸ به مناسبت ۱۵۰ سالگرد تولد کومیتاس موسیقی‌دان و ترانه‌سرای شهیر ارمنی قطعاتی چون قدیس، نغمه‌های نیایش، سروده‌های جشن‌های عروسی بر اساس آداب و رسوم کهن به آهنگسازی و تنظیم این هنرمند نواخته می‌شود.